# 개구쟁이 데니스 (영화)
개구쟁이 데니스(Dennis the Menace, 영국 개봉명: Dennis)는 행크 케첨 코믹 스트립을 원작으로 한 미국의 1993년 코미디 영화이다. 닉 캐슬이 감독하고 존 휴스가 각본 및 공동 제작을 맡았으며 워너 브라더스가 패밀리 엔터테인먼트 레이블로 배급했다.

## 줄거리
개구쟁이 5살 꼬마 데니스 미첼은 은퇴한 이웃 조지 윌슨을 못살게 구는 것이 일상이다. 어느 날, 데니스를 피하려다 잠든 척을 한 조지에게 데니스는 아픈 줄 알고 슬링샷으로 아스피린을 입에 넣어버린다. 데니스의 부모님은 훈육하려 하지만 출근 준비로 바빠 결국 데니스를 친구 조이와 함께 말괄량이 같은 반 친구 마가렛에게 맡긴다. 세 아이들이 숲에서 버려진 트리하우스를 고치는 동안, 떠돌이 강도 스위치블레이드 샘이 나타나 그들의 사과와 인형을 훔쳐간다.
집으로 돌아온 데니스는 차고에서 페인트를 쏟고, 진공청소기로 청소하다가 실수로 페인트 덩어리를 조지의 바비큐 그릴에 묻힌다. 조지는 데니스의 소행임을 직감한다. 데니스의 부모님은 데니스를 10대 베이비시터 폴리에게 맡기는데, 폴리가 남자친구 미키를 집에 초대하자 데니스는 초인종에 압정을 붙이는 장난을 친다. 조지는 차고의 진공청소기를 조사하다 실수로 골프공을 맞아 다치고, 압정에 찔려 엉뚱하게 폴리와 미키에게 물과 밀가루 세례를 받는다. 스위치블레이드 샘은 마을에서 연쇄 강도 행각을 벌이고, 경찰의 눈에 띈다.
데니스는 조지의 틀니를 가지고 놀다가 앞니 두 개를 잃어버리고, 껌으로 대체한다. 조지는 신문 사진을 찍게 된다. 데니스의 부모님은 출장을 떠나게 되고, 마지못해 데니스를 돌볼 사람을 찾던 중, 조지의 아내 마사가 기꺼이 데니스를 맡는다. 조지는 데니스가 코 스프레이를 구강 청결제로 바꾸고, 구강 청결제를 화장실 세정제로 바꾼 것에 격분한다. 데니스는 반려견 러프를 조지네 집에 들여 조지가 마사와 러프를 헷갈리게 한다. 다락방에서는 데니스의 부주의로 조지가 나프탈렌에 미끄러진다.
조지는 정원 클럽의 '여름 꽃 축제'를 주최하게 되었고, 밤에 필 희귀 난초를 40년 가까이 키웠다. 파티 도중 데니스는 차고 문 버튼을 눌러 디저트 테이블을 엎어버린다. 난초가 피기를 기다리던 중, 스위치블레이드 샘이 조지의 집을 털어 고대 동전 컬렉션을 훔쳐간다. 데니스는 도둑을 목격하고 금고가 비어있는 것을 발견해 조지에게 알리지만, 조지는 도난 사실을 모른 채 데니스를 심하게 꾸짖는다. 데니스는 숲으로 도망가 스위치블레이드 샘에게 납치된다. 데니스가 사라졌다는 소식에 마을 전체가 수색에 나서고, 죄책감을 느낀 조지도 데니스를 찾아 나선다.
스위치블레이드 샘은 데니스를 인질로 데리고 마을을 떠나려 한다. 데니스는 샘에게 묶는 법을 가르쳐주다 실수로 샘을 수갑 채우고 열쇠를 잃어버린다. 그러다 둔기로 샘을 때려 정신을 잃게 만들고 불까지 붙인다. 데니스는 샘이 도둑임을 알아채고, 샘은 데니스를 칼로 찌르려 하지만 지나가는 기차에 걸려든다. 다음 날 아침, 데니스는 스위치블레이드 샘을 포박한 채 조지의 동전을 되찾아 집으로 돌아오고, 조지를 비롯한 마을 사람들은 안도한다. 스위치블레이드 샘은 체포되고, 데니스는 순진하게도 칼을 돌려준다. 샘은 다시 한번 데니스를 찌르려 하지만 경찰차 문이 실수로 그의 손을 닫아 칼을 하수구에 떨어뜨리고 만다.
조지와 미첼 가족은 화해하고, 데니스의 엄마는 회사에 탁아소가 생겨 데니스를 직장에 데려갈 수 있다고 말한다. 조지와 마사는 기꺼이 데니스를 봐주겠다고 한다. 그때 데니스가 실수로 불 붙은 마시멜로를 조지 이마에 던지면서 영화는 끝난다.

## 출연

### 주연
- 크리스토퍼 로이드 ... 스위치블레이드 샘 역
- 조안 플로라이트 ... 마샤 윌슨 역
- 월터 매튜 ... 조지 윌슨 역
- 리 톰슨 ... 앨리스 밋첼 역
- 메이슨 갬블 ... 데니스 밋첼 역

### 조연
- 로버트 스탠튼
- 에이미 살카시츠
- 켈렌 헤서웨이
- 폴 윈필드
- 나타샤 리온
- 데빈 라트레이
- 멜린다 멀린스
- 빌리 버드
- 빌 어윈
- 아놀드 스탱
- 벤 스타인
- 다이아나 캠피누
- 수지 브랙
- 토머스 F. 에반스

## 기타
- 원조: 행크 케첨